# L'Aventurière (Watteau)
Pour les articles homonymes, voir L'Aventurière.
L'Aventurière est un tableau réalisé entre 1710 et 1716 par le peintre français Antoine Watteau. De format horizontal, cette peinture à l'huile sur cuivre est une fête galante qui représente une femme debout face à un musicien et un Pierrot dans un parc arboré. Acquise en 1835, l'œuvre est conservée avec son pendant, L'Enchanteur, au musée des Beaux-Arts et d'Archéologie de Troyes, à Troyes, dans l'Aube, en France.

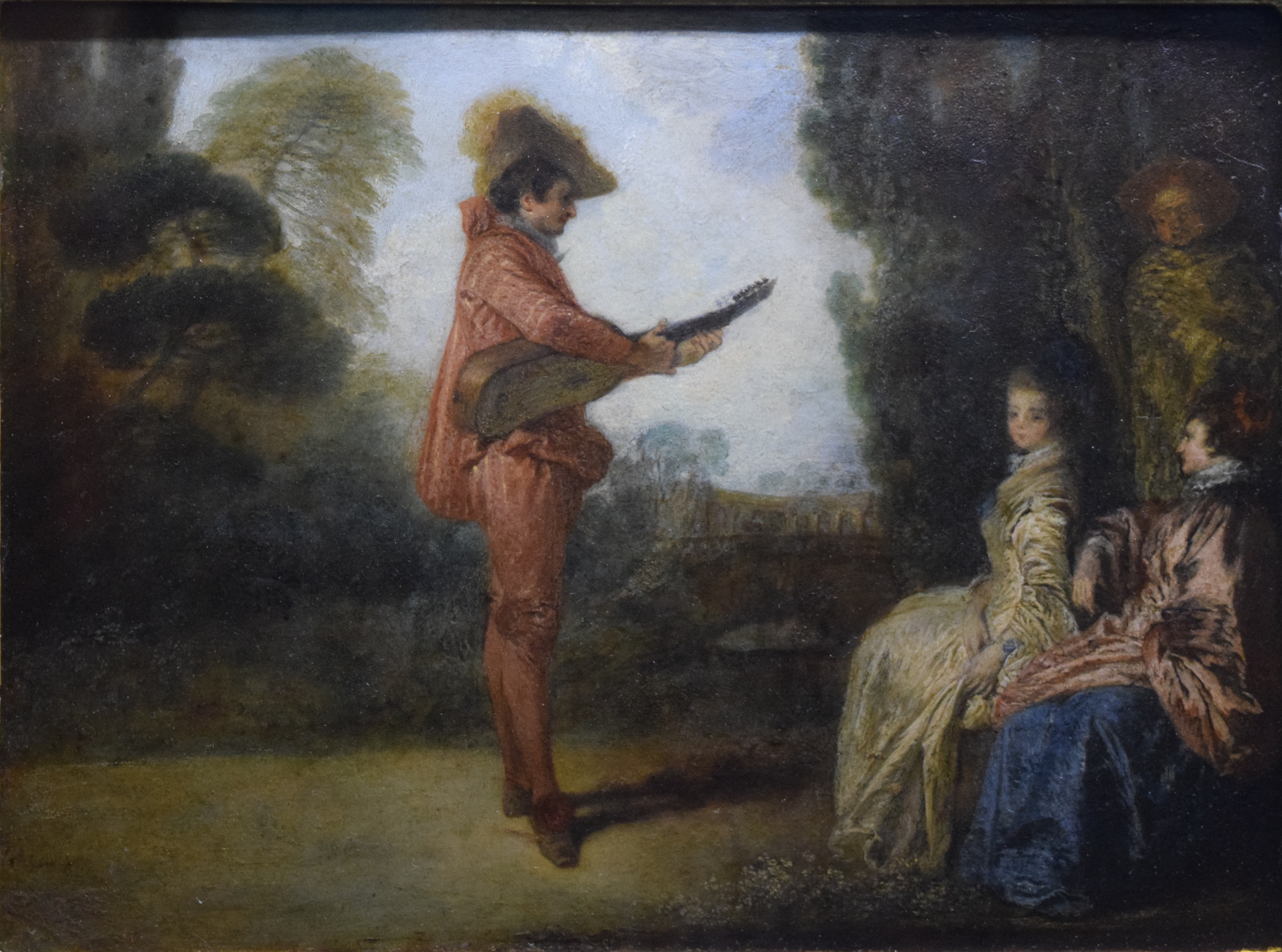
L'Enchanteur, 1710-1716 – Musée des Beaux-Arts et d'Archéologie de Troyes, Troyes.